# 전나무와 매

전나무와 매의 이미지

《전나무와 매》는 전민희의 판타지 소설 아키에이지 연대기시리즈의 첫 번째 작품이다. 단편 하나, 중편 둘, 짧은 이야기 둘로 구성되어 있으며 1권 완결이다. 후속작으로는 《상속자들(상)》,《상속자들(하)》가 있다.

## 줄거리

### 여신의 어린 딸
진(폴리티모스)의 어머니 무희 에렉티나의 이야기이다. 이야기는 에렉티나가 병사들에게서 아기를 데리고 도망치는 것으로부터 시작된다. 도망치던 도중 만난 모르는 남자에게 도와주면 원하는 건 무엇이든 주겠다며 부탁을 하고, 남자(메티온)는 그 부탁을 들어 성밖으로 데려가주었고, 그에 대한 대가로 아기를 원했다. 그에 에렉티나는 별 수 없이 메티온을 따라가게 된다. 에렉티나는 원래 흔한 길거리 무희 중 하나였다. 그러던 어느날 왕이 저주를 받아 아이를 갖지 못하는듯 하자 왕의 조언자인 안탈론이 신전에 가서 신탁을 받았다. 그 내용은 '무희를 취하면 저주가 풀릴 것이다.'라는 내용이었다. 그에 길거리 무희 중 에렉티나를 왕이 취하도록 했고, 에렉티나는 아이를 가지게 된다. 왕은 그러한 에렉티나를 총애했고, 그것을 질투한 왕비 사비나가 에렉티나와 그녀의 아들을 죽이려 해서 도망가던 중 메티온을 만나게 된 것. 성밖으로 나와 메티온은 다시 성으로 들어가 물건을 구해왔지만 그 잠깐 사이 결국 잡히게 되어 죽을 위기에 처했지만 사비나의 명을 받은 리볼라 장군을 설득해 살아난다. 이어서 아유브의 악귀에게 목숨을 위협받게 되고 문신을 대가로 지불해 살아나게 된다. 그 때 메티온은 왕과 만나 자신이 성밖으로 데려간 여자가 에렉티나가 아니라며 거짓말을 했다. 결국 거짓말은 통했고, 3년동안 평화롭게 지낸다. 그러나 아유브에 에렉티나와 진이 살아있음을 알게 되고 메티온은 잃었던 아내와 아들을 주술로 고문하겠다는 협박을 받게 된다. 그에 진을 목을 졸라 죽이려 하지만 정 때문인지 결국 죽이지 못하고 손을 풀지만 그 장면에 놀란 에렉티나는 메티온을 칼로 찌르고 만다. 그로인해 메티온은 죽고 에렉티나는 다시 길을 떠나며 왕비에게 복수를 다짐한다.

### 눈의 새
키프로사의 이야기이다. 이 이야기는 북쪽의 추운 성 전나무의 성에서 시작된다. 전설의 새인 눈의 새는 전나무 성의 상징이자 수호자인 새로 새장에 갇혀 사람들이 주는 먹이를 먹고 사는 처지이다. 그리고 키프로사는 전나무 성 영주인 로지아의 둘밖에 없는 손자,손녀 중 손녀인 키프로사 데이어는 눈새와 자신이 비슷한 처지라 생각한다. 그러한 그녀는 영주의 손녀이지만 하녀와 같은 취급을 받아왔는데 전나무성이 싫어 떠난 로지아의 첫째아들 레이븐의 딸이기 때문이다. 하녀와 같은 취급을 받으면서도 영주의 손자인 제임에게 몰래 글을 배우고, 초보적인 마법도 스스로 습득했다. 어느날 어떤 여자가 말과 함께 바구니를 두고 가는데, 그 바구니 안에는 '오키드나, 레이븐의 딸'이라는 글과 함께 아기가 있었다. 레이븐을 싫어한 로지아는 아기를 늑대밥이 되게 하라며 숲에 버리도록 지시하고, 그 아기를 키프로사가 구해온다. 그리고 오키드나는 늑대의 새끼라며 자신이 키우겠다고 했고, 로지아는 결국 오키드나를 키우는 것을 허락한다. 그 이후 몇년 뒤 사신단이 전나무 성에 찾아온다. 사신단은 거들먹거리고 그에 병사들은 사신단을 눈새의 둥지에 들어가게 한다. 그리고 사신단은 눈새에게 잡아먹히고 눈새는 처형당할 위기에 처하는데 키프로사가 몰래 새장문을 열어 풀어준다.

### 그림자 성
키프로사의 이야기이다. 오키드나를 구하러 나간 밤의 이야기부터 시작된다. 그림자 성은 전나무의 성과는 모두 반대인 성이다. 그래서 키프로사는 그림자 성에서 사랑을 받는 등 행복한 풍경이었다. 하지만 전나무의 성과는 반대이므로 오키드나도 없음을 깨닫고 그림자 성을 빠져나와 오키드나를 구하러 다시 떠난다.

### 오른쪽 검
진의 이야기이다. 에렉티나가 복수를 다짐하고 다시 왕도로 돌아온 이후의 이야기이다. 진이 폴리티모스란 본명을 찾게 되고 열네살이 된 어느 날 충동적응로 밤거리로 나간 진은 선술집에 가 베카라는 검투사와 우연히 만나게 된다. 그리고 진은 그와 함께 검투사의 숙소로 간다. 그리고 그곳에서 자게 되는데 새벽녘에 베카가 칼을 가는 소리를 듣고 깨어난다. 깨어나서 보이는 베카의 검술을 보고 가르쳐달라 부탁한다. 그에 베카는 거절하지만 진이 자신이 베카에게 배움을 받으면 베카를 이길 것이라 얘기하고 그에 베카는 진에게 검술을 가르친다. 그러한 관계는 4년동안이나 이어졌고, 어느날 남부 최고의 검투사 '붉은 칼'과 베카가 싸우게 된다. 베카는 늘 강한 자에게 죽고 싶다 말했었고, 그에 '붉은 칼'과의 경기를 기대한다. 하지만 경기 도중 누군가가 거울을 가지고 베카를 방해하고 그에 베카는 밀리게 된다. 그걸 확인한 진은 자신이 폴리티모스임을 밝히고 싸움을 중지하라 하지만 한발 늦었고, 그에 진은 슬퍼하고 예전에 한 베카와의 약속을 지키기를 다짐하며 이야기는 끝난다.

### 맨발과 빈손의 새벽
진의 이야기이다. 진과 진의 동생이자 왕비인 사비나의 아들인 팔라소스가 함께 노는 것으로부터 시작한다. 그리고 잔다나족 토벌전을 떠나야 한다는 이야기를 하며 계속 놀다 헤어진다. 그리고 진의 출정식이 시작되고, 에렉티나는 사비나를 견제하며 식을 끝냈다. 그리고 진의 아내인 테아와 테아의 어머니인 니메아의 다툼이 나온다. 이어서 잔다나족과의 전쟁을 시작하기 전에 시간을 보낸다. 그리고 전쟁이 시작하는데 진은 잔다나족의 전사와 싸우게 된다. 진은 그 싸움에서 승리하게 된다. 그리고 이어서 전쟁도 승리하게 된다. 그에 왕은 연회를 준비하라 하고 공식적으로 왕자비를 새로 뽑기로 한다. 그 때 잔다나족 토벌전에서 만난 달샤드를 만나서 잔다나족 전사에 대한 얘기를 듣게 된다. 그리고 진은 테아를 만나 함께 자게 되는데, 꿈을 꾸던 도중 갑자기 소름이 끼쳐 일어난 테아는 진을 노리는 암살자의 공격을 대신 받고 사망한다. 그후 시간이 지나고 진은 델피나드로 떠날 결심을 하고 이야기는 끝이 난다.

## 등장인물

### 여신의 어린 딸, 오른쪽 검, 맨발과 빈손의 새벽
진 에버나이트(폴리티모스):왕의 아들로 폴리티모스는 왕이 지어준 이름이다.
메티온(라반):왕비 사비나의 동생으로 가문에 의해 아내와 아들을 잃었던 기억이 있다.
에렉티나:원래는 무희였으나 왕의 아들(진)을 갖게 되어 후궁이 된다.
사비나:왕비로 에렉티나와 진을 죽이려 했다.
리볼라 장군:왕비 사비나의 부하
로안드로스:왕이다.
팔라소스:진의 동생, 사비나의 아들이다.
테아:진의 아내
달샤드:잔다나족의 피를 이었다.
아유브:악귀를 다루는 자다.
안탈론:왕의 조언자이다.

### 눈의 새, 그림자의 성
키프로사 데이어:영주 로지아의 손녀, 레이븐의 딸이다. 그림자 성에 다녀왔다.
오키드나:레이븐의 딸이다. 로지아의 명에 의해 버려질 뻔했지만 키프로사가 구해온다.
눈새:설환조라고도 불리는 전설의 새이다.
로지아:전나무성의 영주로 남편을 잃고 영주가 되었으며, 성을 떠난 레이븐을 미워해 키프로사를 하녀처럼 지내게 한다.
제임 데이어:키프로사의 사촌오빠이며, 차기 전나무성의 영주이다.
데니스트리오스:란드리데이어와 함께 눈새를 전나무성에 데려왔다. 미친 마법사라 불린다.
레이븐 데이어:전나무의 성을 버리고 나갔고, 그림자 성을 찾으려 한 마법사이다.

## 기타
국립중앙도서관 사서가 추천하는 『휴가철에 읽기 좋은 책 100선』(2012년)에 선정되기도 했다.

## 같이 보기
- 아키에이지 연대기 시리즈 : 상속자들